# ذي كربين (حبيش)

تعديل مصدري - تعديل

ذي كربين محلة تابعة لقرية الصفاء، التابعة لعزلة الفراعي بمديرية حبيش إحدى مديريات محافظة إب في الجمهورية اليمنية، بلغ تعداد سكانها 172 حسب تعداد اليمن لعام 2004.